# Kishtwar (Distrikt)
Der Distrikt Kishtwar (Urdu: ضلع کشتواڑ) ist ein Distrikt im indischen Unionsterritorium Jammu und Kashmir.
Das Verwaltungszentrum, die Stadt Kishtwar, liegt 235 km von Jammu, der Winterhauptstadt von Jammu und Kashmir, entfernt.

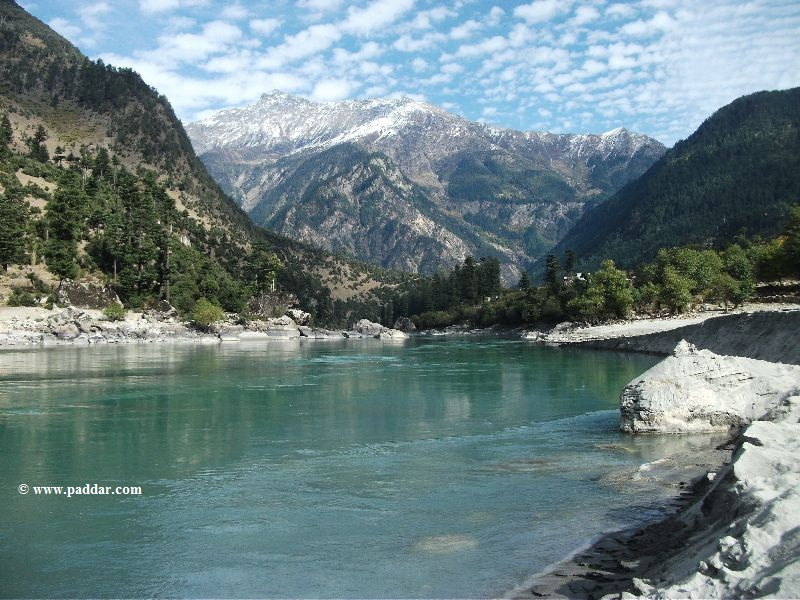
Der Fluss Chanab bei Paddar

Der Distrikt Kishtwar befindet sich im Osten von Jammu und Kashmir. Er umfasst den so genannten Kishtwar-Himalaya. Der Süden von Kishtwar wird von dem Fluss Chanab durchflossen. Im Nordosten des Distrikts befindet sich der Kishtwar-Nationalpark. Forstwirtschaft ist ein wichtiger ökonomischer Faktor in Kishtwar.
Weitere Nachbardistrikte innerhalb von Jammu und Kashmir sind Anantnag im Nordwesten und Doda im Südwesten.
Im Südosten grenzt er an den im Bundesstaat Himachal Pradesh gelegenen Distrikt Chamba und an den im Unionsterritorium Ladakh gelegenen Kargil im Osten und Nordosten.
Der Distrikt hat eine Fläche von 1644 Quadratkilometern und 230.696 Einwohner (Volkszählung 2011). Die Bevölkerungsdichte liegt bei 30 Einwohnern pro Quadratkilometer.
Der Distrikt Kishtwar entstand am 1. April 2007, als er aus dem damaligen Distrikt Doda herausgelöst wurde.

## Verwaltungsgliederung
Der Distrikt Kishtwar besteht aus 11 Tehsils: Kishtwar, Chatroo, Marwah, Paddar, Warwan, Nagseni, Drabshalla, Bonjwah, Mughalmaidan, Dachhan und Machail.